# Nanictidopidae
Nanictidopidae es una familia de terápsidos terocéfalos de finales del Pérmico. Esta familia incluye dos géneros, Nanictidops de Sudáfrica y Purlovia de Rusia. Los nanictidópidos tiene un cráneo corto y  probablemente eran herbívoros.

## Descripción
Comparados con otros terocéfalos, los nanictidópidos son relativamente grandes, con cráneos que van de 7 a 20 cm de largo. Los nanictidópidos se caracterizan por sus cráneos cortos que parecen triangulares al observarlos desde su parte superior. La región temporal del cráneo es muy ancha. Sus cráneos son similares a los de los hofmeyríidos, y la superfamilia Nanictidopoidea fue creada para unir a estos dos grupos. Los nanictidópidos poseen dientes caninos grandes en sus mandíbulas superior e inferior, mientras que los dientes detrás de los caninos son muy pequeños. Pequeñas protuberancias y bordes cubren partes de las mandíbulas superior e inferior. La región parietal en la parte posterior del cráneo forma una cresta sagital. Los huesos postorbitales que forman la parte posterior de las cavidades oculares son muy delgados, y a veces no cierran por completo la cavidad. A diferencia de los terocéfalos más avanzados, los nanictidópidos no poseen un palatino secundario.

## Historia
Nanictidopidae fue nombrado en 1956 por los paleontólogos D. M. S. Watson y Alfred Romer. Watson y Romer incluyeron a muchos terocéfalos en esta familia, entre los que se cuentan Blattoidealestes, Choerosaurus, Hofmeyria y Promoschorhynchus. Desde entonces estos terocéfalos han sido clasificados entre otras familias tales como Hofmeyriidae y Akidnognathidae.

## Paleobiología
Exceptuando a sus dientes caninos, los nanictidópidos carecen de los grandes dientes afilados de los terocéfalos carnívoros. Se ha pensado que los nanictidópidos fueron herbívoros, pero no poseen los dientes masticatorios agrandados típicos de los herbívoros. Aunque las facetas desgastadas indican que fueron usados, muchos de los dientes son pequeños y no habrían servido de mucho a la hora de procesar el material vegetal. Otra adaptación propia de los herbívoros es el desarrollo de placas córneas en el paladar, pero no hay evidencia de que los nanictidópidos hubieran llevado a cabo esta característica. Uno de los pocos indicios de su dieta proviene de un canino roto y pulido en un espécimen de Purlovia. En vida, este diente se puede haber roto al estar excavando en busca de comida y luego ser desgastado suavemente. Muy probablemente los miembros de este grupo eran herbívoros primitivos, posiblemente frugívoros.